# Търнава (окръг)
Вижте пояснителната страница за други значения на Търнава.
Окръг Търнава (на словашки: okres Trnava) е административна единица в Търнавския край на Словакия. Център на окръга и най-голям град е едноименният Търнава. В окръга има 251 населени места, 16 от които – градове. Районът е вторият по гъстота на населението в Словакия. Площта му е 741,1 км², а населението е 131 894 души (по преброяване от 2021 г.).

## Статистически данни
Национален състав:
- Словаци 97,8 %
- Чехи 0,6 %

Конфесионален състав:
- Католици 81,4 %
- Лютерани 1,8 %